# خیبولا
خیبولا (گرجی: ხიბულა) نام فیلم سینمایی محصول گرجستان، دربارهٔ آخرین روزهای زندگی زویاد گامساخوردیا، اولین رئیس جمهور گرجستان است که با چند همراه وفادار به کوهستان می‌گریزد و در شرایط مرموزی کشته می‌شود.
فیلمنامه توسط گیورگی اواشویلی  و رولوف یان مینه‌بو نوشته شده. حسین محجوب در نقش رئیس جمهور جلوی دوربین انریکو لوچیدی فیلمبردار ایتالیایی قرار گرفته است. سرمایه این فیلم توسط سه شرکت آلمانی، فرانسوی و گرجستانی تأمین شده که قبلاً نیز در فیلم جزیره ذرت که جوایز فراوانی از جمله نامزدی اسکار را بدست آورده، با هم همکاری داشته‌اند.
فیلمبرداری طی ۴۶ روز در ماه‌های مارس و آوریل ۲۰۱۶ انجام شد و به نظر می‌رسد در ماه نوامبر آماده نمایش باشد. هرچند تلاش کارگردان بر این است که اولین نمایش فیلم در جشنواره برلین ۲۰۱۷ باشد.

## خلاصه داستان
کاخ ریاست جمهوری کشوری جنگ زده به دست نیروهای شورشی می‌افتد. رئیس جمهور همراه نخست وزیر و چهار نگهبان فرار می‌کند. آنها به رئیس جمهور توصیه می‌کنند به خارج از کشور برود، اما رئیس جمهور نمی‌خواهد مردم خود را تنها رها کند. او می‌خواهد به نیروهای وفاداری که شایعه شده در روستای دوری به نام «خی بولا» منتظر او هستند برسد.
سفر دشواری است. با پای پیاده از طریق زمین‌های کوهستانی و سرد. نیروهای دشمن پنهان و بی صدا در تعقیب رئیس جمهور هستند. در «خی بولا» هیچ نشانه‌ای از نیروهای وفادار نیست. رئیس جمهور به وفاداری نخست وزیر و نگهبانان خود مشکوک می‌شود. سفر فیزیکی به سفری معنوی مبدل می‌شود که هدف آن برای مردانی که عهد کرده‌اند از او محافظت کنند، نامعلوم هست. نقش محافظین نامشخص می‌شود. آیا آنها که هم سفرش هستند، او را از دشمنان محافظت می‌کنند یا ازخودش؟
رئیس جمهور به ارتفاعات بلند کوهستان می‌رود با کسانی که هم دوست او هستند هم دشمنش…

## بازیگران
- حسین محجوب در نقش رئیس جمهور
- کیشوارد من ولیشویلی در نقش نخست وزیر
- نودار زیدزیوری در نقش محافظ ارشد
- زوراب آنتلاوا در نقش محافظ ارشد